# Bosque de Arenberg
A Trouée d'Arenberg (o Bosque de Arenberg, na sua tradução ao português; também conhecido como Tranchée —trincheira— d'Arenberg ou Trouée de Wallers-Arenberg), é um trecho de estrada empedrada de 2 400 metros conhecida por albergar, no segundo domingo de abril, a Paris-Roubaix, o terceiro dos cinco monumentos do ciclismo.
O Bosque de Arenberg incluiu-se pela primeira vez na edição de 1968, vencida pelo belga Eddy Merckx. Desde então, tem estado presente a todas as edições salvo a de 2005, por inundações no trecho, e o período entre 1974 e 1983, fechado pela Escritório Nacional de Bosques.
Pese a não ter um grande peso histórico na carreira, Arenberg é considerado como o emblema e a essência da carreira Paris-Roubaix, conhecida como «O Inferno do Norte». Está situado próximo da cidade mineira de Arenberg, ao noroeste de Wallers, comuna da região de Altos da França, na França.
A Associação de Amigos da Paris-Roubaix (Amis de Paris-Roubaix), criada em 1977, encarrega-se, entre outros sectores, da sua manutenção e melhorias.

## História

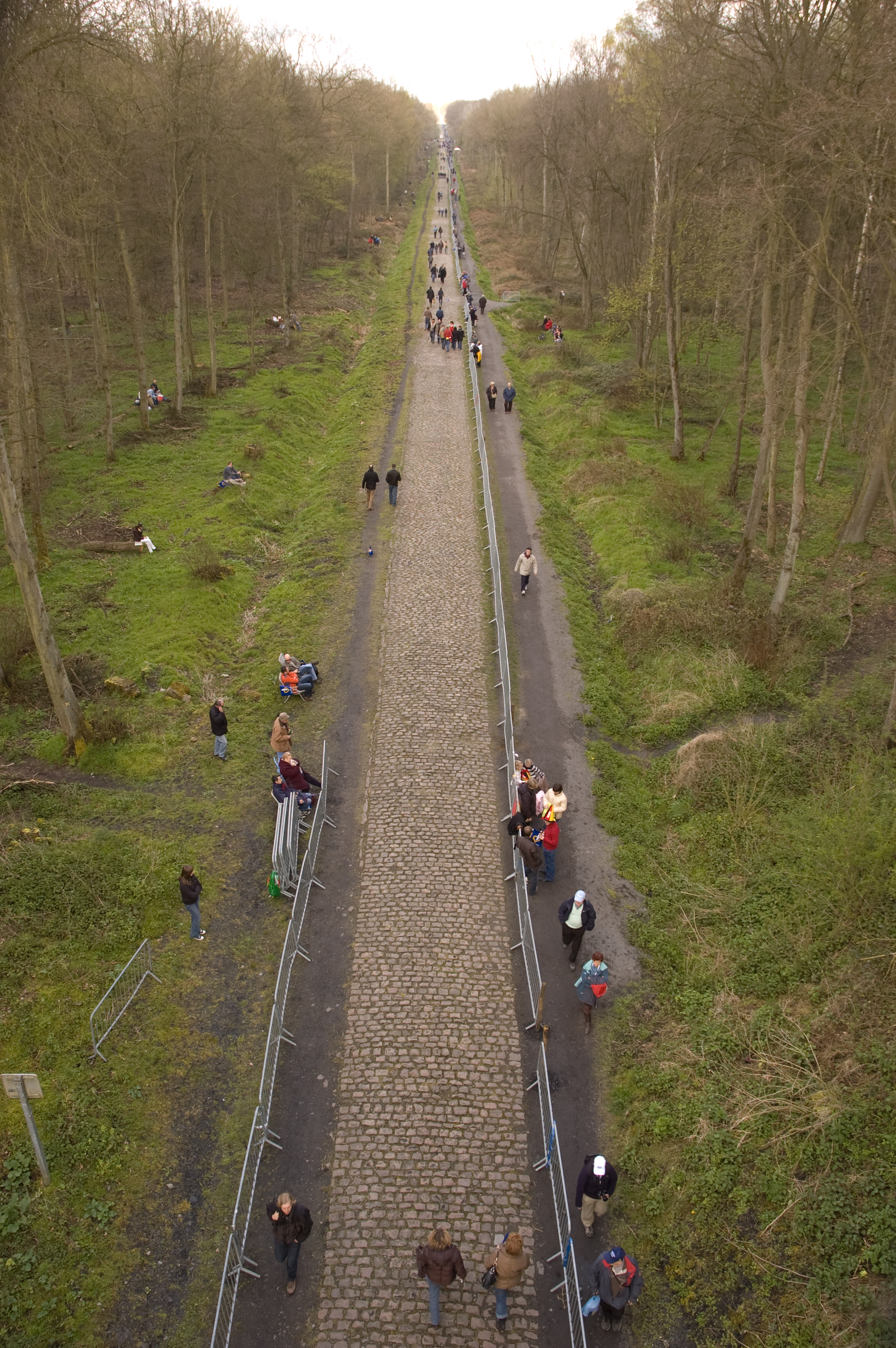
Plano picado do Bosque de Arenberg.

### Construção
O Bosque de Arenberg foi construído na temporada de Napoleão Bonaparte, a princípios do século XIX.

### Inclusão na rota da Paris-Roubaix
As origens da inclusão do trecho adoquinado da Trouée na Paris-Roubaix datam da década de 1960. O auge do automóvel durante a etapa da posguerra provocou que os organismos, tanto governamentais como municipais, quisessem renovar em toda a costa as estradas arcaicas e pavimentadas, as substituindo pelo macadame, estradas construídas com gravilha comprimida cujo nome vem do seu inventor, o engenheiro escocês John Loudon McAdam.
Em 1965, dos 265,5 quilómetros de «O Inferno do Norte», só 22 seguiam empedrados. O ponto de inflexão chegou dois anos depois, em 1967, quando Jan Janssen se impôs em Roubaix ao sprint num grupo a mais de quinze corredores. Devido à falta de dificuldades no traçado, a selecção entre os melhores não pôde se produzir. Por isso, Jacques Goddet, director da carreira, pediu a Albert Bouvet, ciclista de rota recentemente retirado e nomeado desenhador da rota, que procurasse novos sectores adoquinados.
«Goddet estava lívido. Apesar de que foi um final emocionante, não pôde compreender que uma carreira assim se decidisse por um sprint. Como resultado, lhe pediu a Albert Bouvet que procurasse novos sectores de calçada, inclusive se isso significava mudar por completo o itinerário da carreira».— Pascal Sergent, historiador de ciclismo

«Devo ser o único ciclista que tenha passado por abaixo e acima desta ponte», dizia Stablinski com frequência

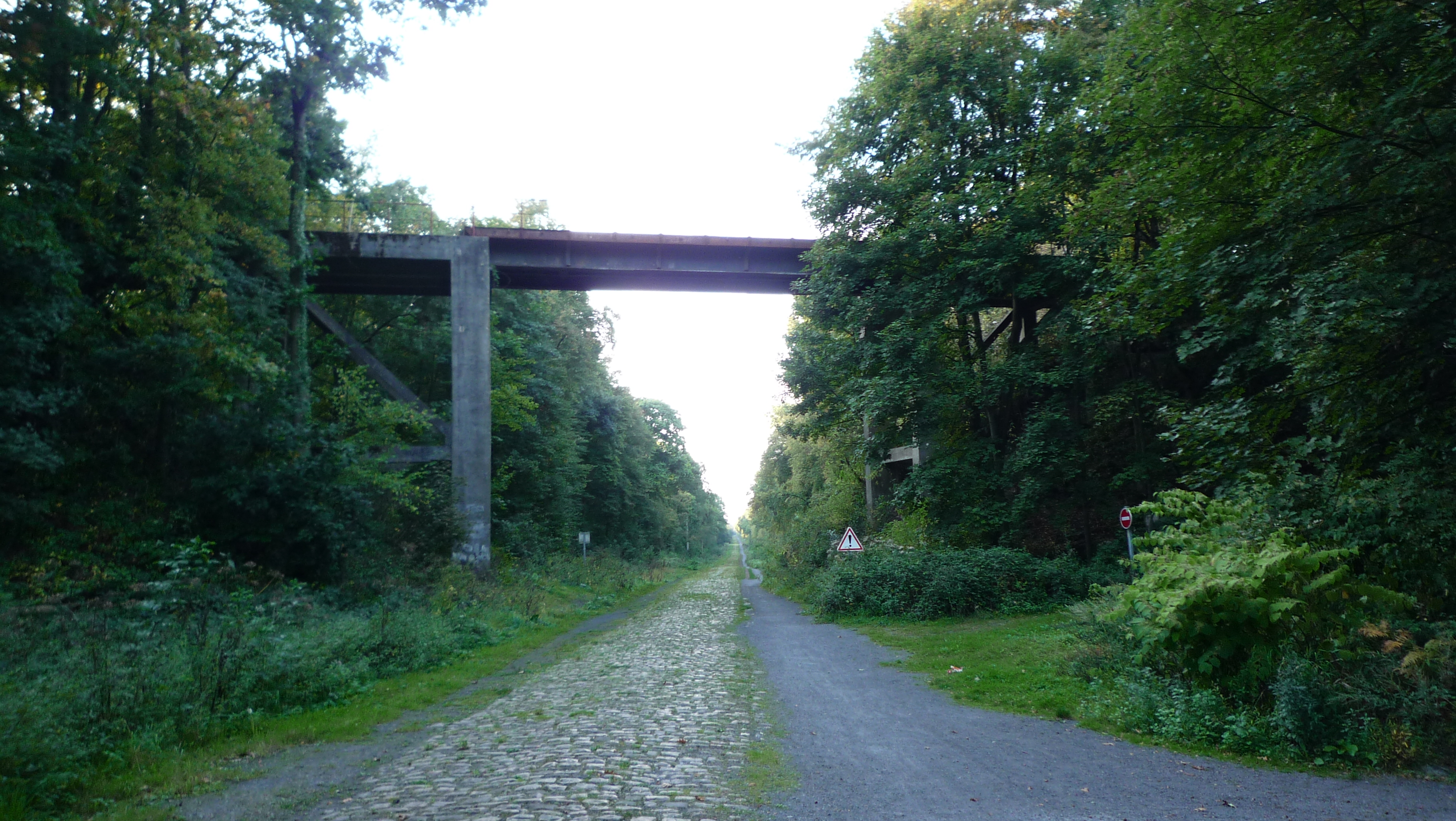
Ponte da mina de Fosse d'Arenberg que atravessa o Bosque de Arenberg.

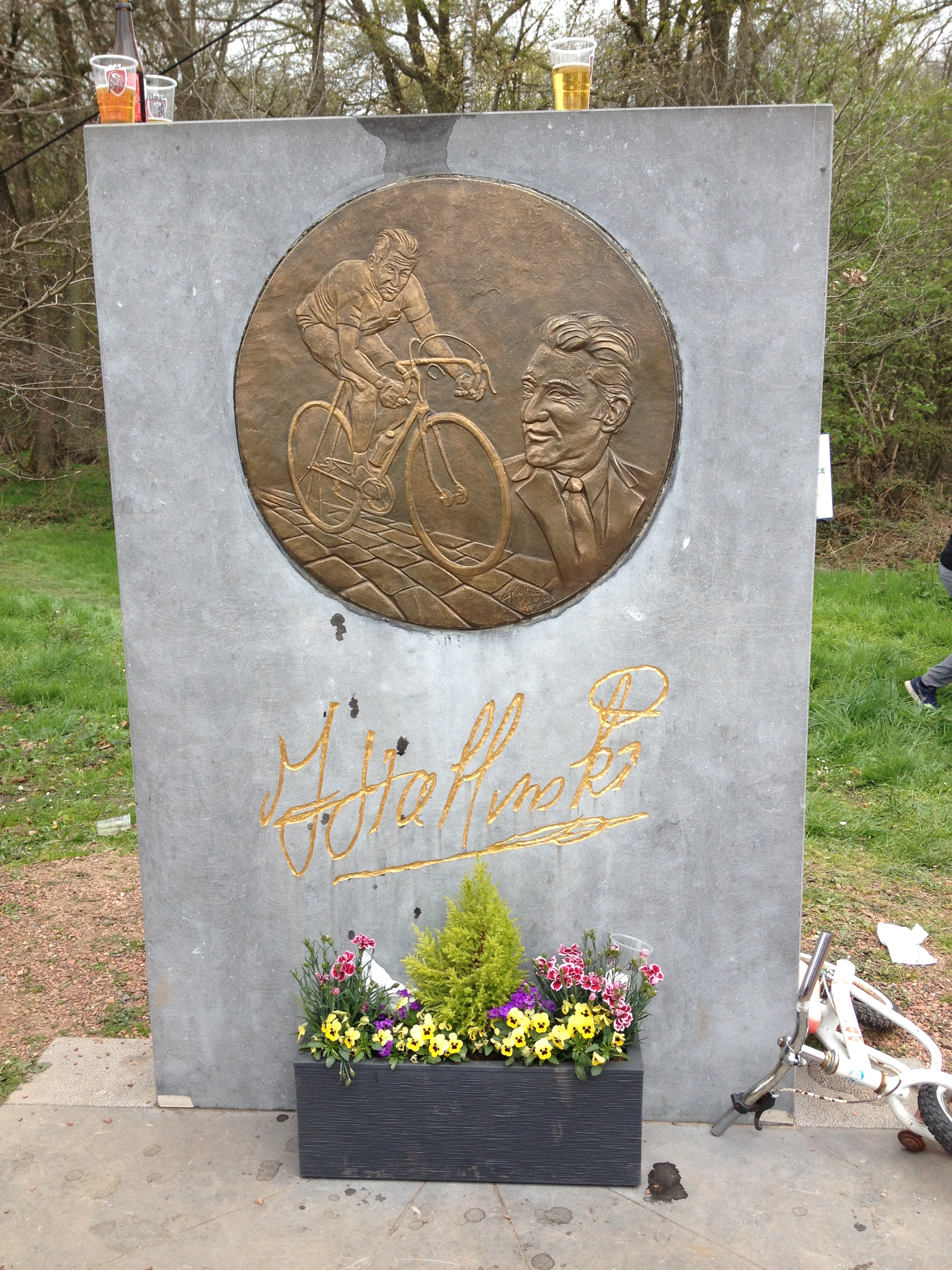
Monumento em honra a Jean Stablinski, à entrada do trecho

Albert Bouvet contactou com Jean Stablinski, ganhador de, entre outras grandes vitórias, a Volta a Espanha de 1958 e o Campeonato Mundial de Ciclismo em Estrada
 de [[Campeonato Mundial de Ciclismo em Estrada
de 1962|1962]], natural de Nord-Pas-de-Calais (com a sua fusão com Picardía passaria a denominar-se região da Altos da França), região por onde passar a carreira, para que localizasse novos sectores empedrados. Stablinski, que antes de ser ciclista profissional tinha trabalhado na mina de carvão —Fosse d'Arenberg, fechada em 1989—, cerca do bosque de Raismes-Saint-Amand-Wallers, e que conhecia bem a área, recomendou a Bouvet o trecho de adoquinado da Trouée.
Após ver o trecho, o emblemático director do Tour de France e de L'Equipe, Jacques Goddet, não estava muito convencido sobre a inclusão do trecho na rota já que pensava que não era possível que os ciclistas passassem por ali devido ao seu perigo e dificuldade. Depois de um longo debate com Bouvet e Stablinski, Goddet finalmente aceita incluir o trecho na Paris-Roubaix.
Introduzido em 1968, o sector retirou-se do curso em 1974, regressando para sempre em 1983. Pela degradação do trecho, Arenberg teve que excluir do percurso na edição de 2005 para realizar trabalhos num trecho de 200 metros que excedia os limites da segurança. As autoridades públicas regionais e locais gastaram-se 250.000 euros na reforma do sector.
Pela contribuição de Jean Stablinski à Paris-Roubaix , a 7 de abril de 2008, um ano após a sua morte (22 de julho de 2007), inaugurou-se um monumento em sua memória, erigido à entrada da Trouée d'Arenberg, à esquerda da estrada.

## Descrição

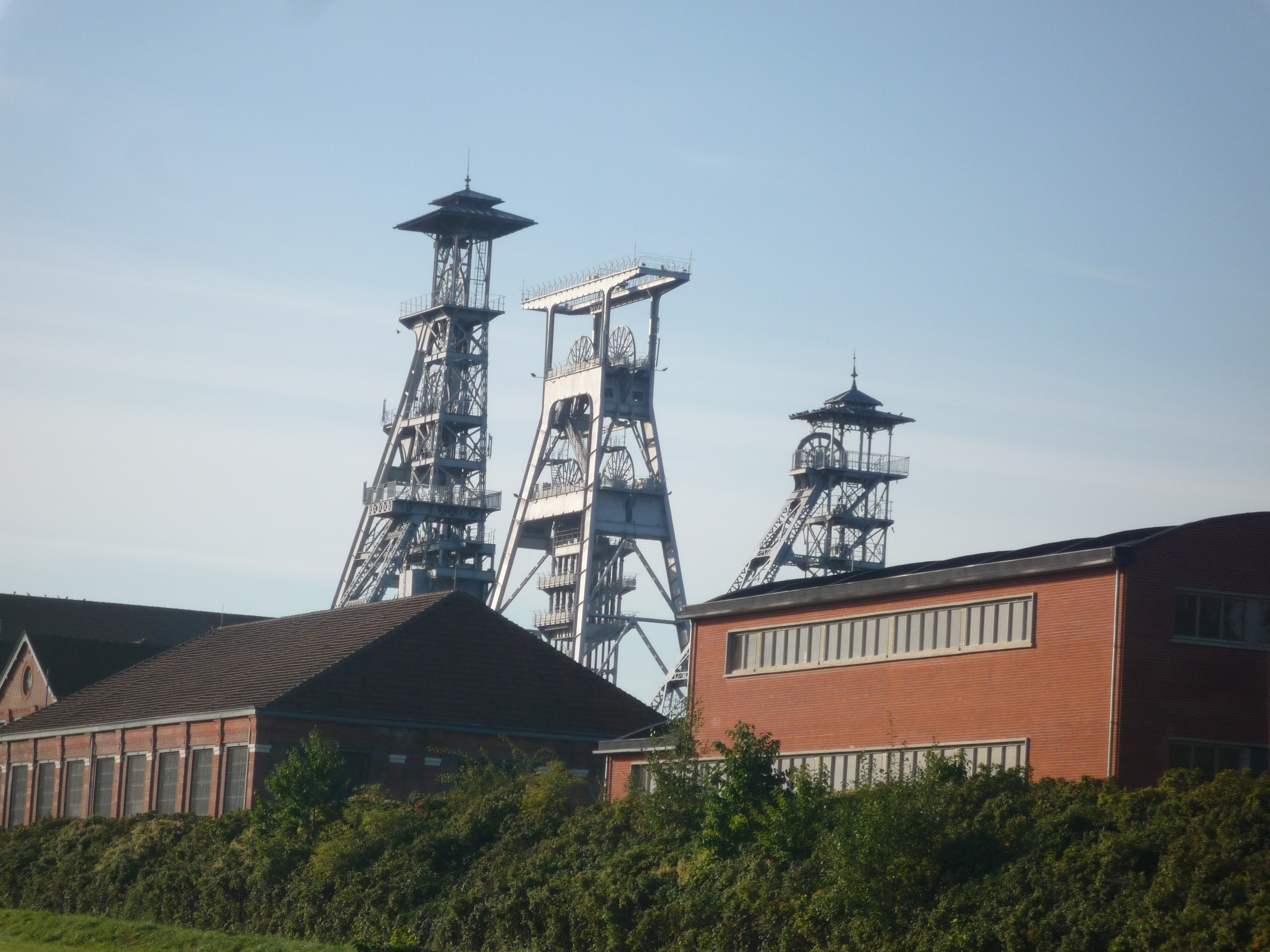
A Fosse d'Arenberg, situado escassamente a umas centenas de metros do trecho homónimo

### Nome original
O seu nome oficial, tal como se indica nos mapas, é a Drève des Boules de Hérin.
«Não a chamávamos de jeito nenhum. Foram os jornalistas que fizeram evoluir o termo ao longo dos anos»— Pascal Sergent, historiador de ciclismo

### Ficha técnica
- Comprimento: 2.400 metros
- Dificultem: 5 estrelas ()
- Sector: 19-18 aprox. (95,5 km de meta aprox.)

«Paris-Roubaix não se ganha em Arenberg, mas a partir daí se selecciona o grupo com os ganhadores» – Jean Stablinski

O Bosque de Arenberg, de 2 400 metros e um desnível negativo de 6 metros, conta com 5 estrelas, máxima dificuldade nos trechos adoquinados da Paris-Roubaix. Só a Trouée d'Arenberg, Mons-en-Pévèle e Carrefour de l'Arbre ostentan esta faixa. Apesar da sua grande distância até velódromo de Roubaix —95,5 km aproximadamente—, costuma ser um sector decisivo no futuro da carreira.

### Características

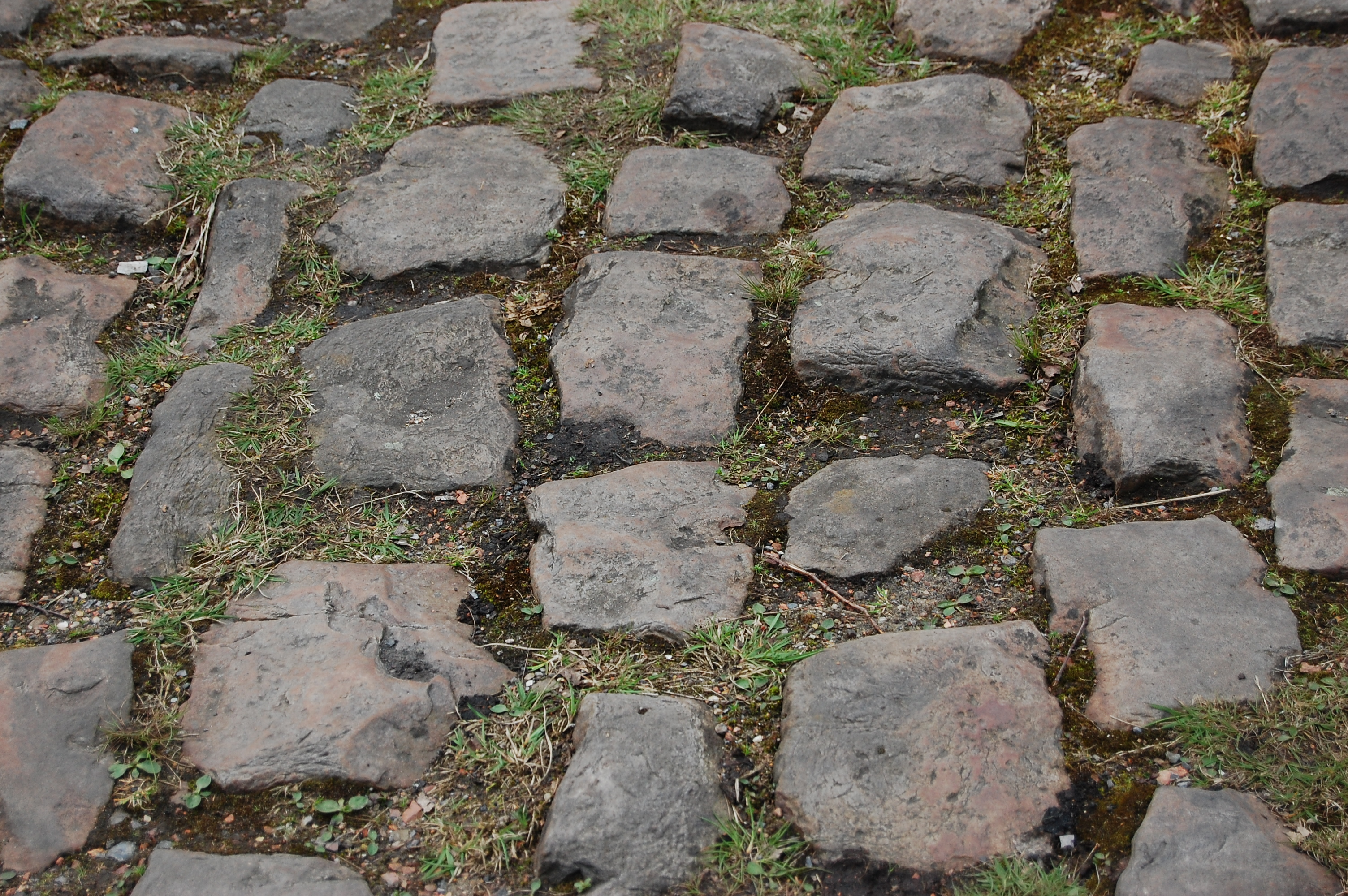
Adoquinado de Arenberg.

François Doulcier, presidente da Associação de Amigos da Paris-Roubaix descreve que Arenberg, «oubjetivamente, é o trecho com o pior adoquinado»:

- 1. O perfil: «A superfície de rodagem não é plana, é irregular e está abombada. As calçadas estão mau talhados. O termo técnico exacto é abujardado. Quando se fabricaram as calçadas, segundo a qualidade de corte desejada, se cortava mais ou menos a banda de rodagem. Esta, tem o corte mais irregular que possa existir».

- 2. A espessura das juntas: «Arenberg, é um dos trechos da carreira onde a espessura das juntas entre fileiras de calçada é o maior. Quanto mais grossas são as juntas, mais realça o efeito da borda. Se as calçadas estão muito juntos, é mais liso. Aqui, as juntas são mais largas e acentuam o efeito de borda».

- 3. A colocação: «Além de estar deformados, estão mau colocados. Independentemente da espessura das juntas, quando comparamos uma fila de calçada com outra, existe no mínimo uma diferença de 1 ou 1,5 cm. É em certa medida como subir uma micro-acera».

«Basicamente, corríamos ao lado do adoquinado. Quiçá dos 2400 metros, fazíamos 400» – Thierry Gouvenou

Devido ao extremado da superfície de Arenberg, muitos corredores evitavam o adoquinado passando pelas bordas de barro ou inclusive por trás dos espectadores que presenciam a carreira. Por isso, nos anos 90, se decidiu pôr valas, que hoje em dia seguem se utilizando, para obrigar a ciclistas passarem sobre o pavimento.

##### Infortúnios
«Não podemos entender o que é Arenberg sem ter corrido a Paris-Roubaix. É impossível descrevê-lo. Ali, estamos realmente no Inferno do Norte» – Filippo Pozzato

As peculiares características que apresentam a calçada do Bosque de Arenberg, somado ao desnível negativo que apresenta e ao nervosismo que se produz nos quilómetros prévios à sua entrada pela disputa de uma boa colocação entre corredores, que chegam a atingir velocidades de até 60 km/h, fazem que seja um trecho perigoso, propenso a furos e a quedas, destacando historicamente a do belga Johan Museeuw e o francês Philippe Gaumont.

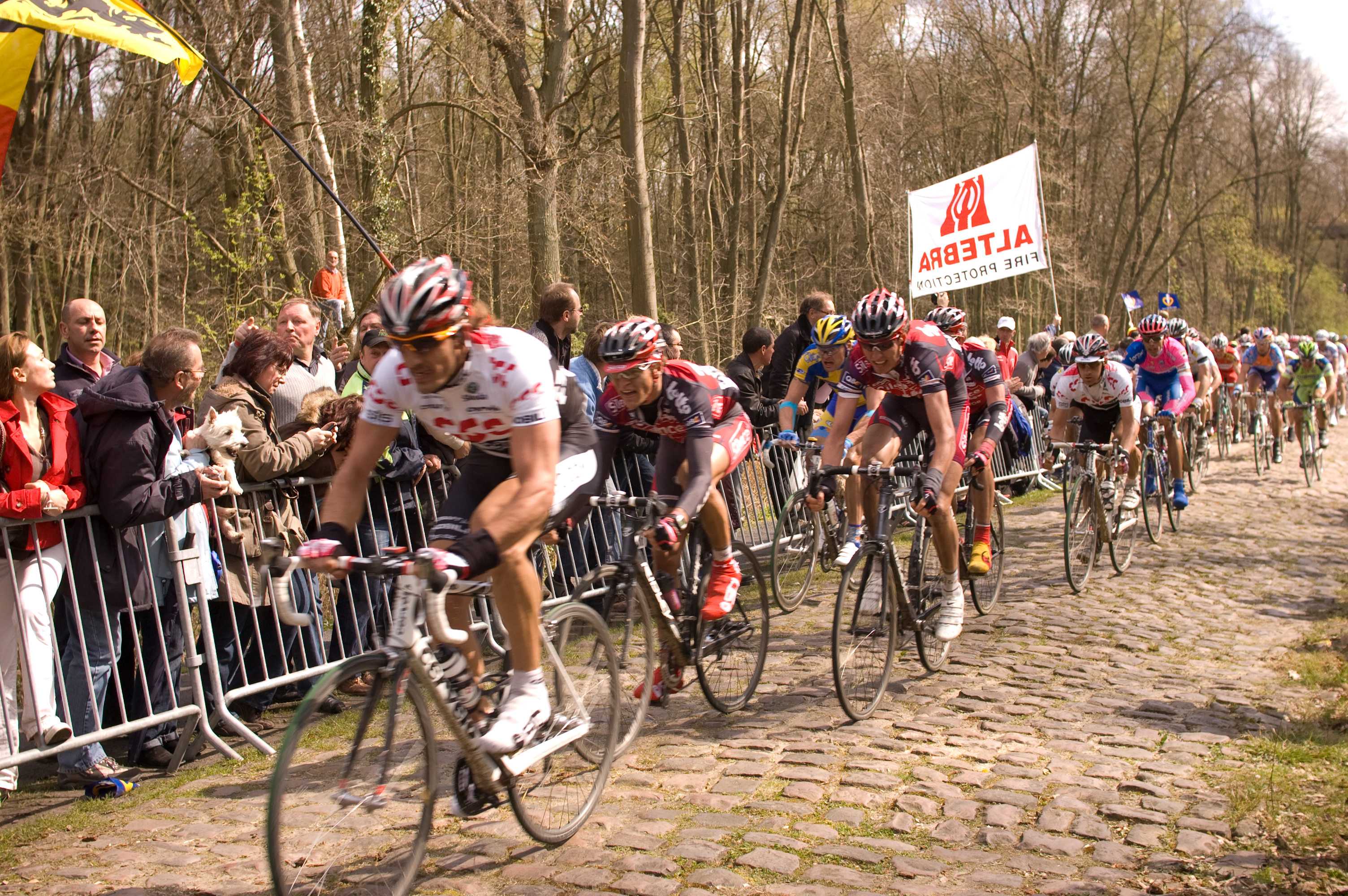
O pelotão passando pelo Bosque de Arenberg na Paris-Roubaix de 2008.

Na edição de 1998, Johan Museeuw, que partia de Compiègne —cidade onde se inicia a carreira— como um dos máximos favoritos para ganhar a Paris-Roubaix após conseguir três vitórias de prestígio —E3 Harelbeke, Através de Flandres e o Volta à Flandres— durante a semana flamenga de ciclismo, fracturou a rótula esquerda em quatro partes em Arenberg, estando a ponto de sofrer a amputação da perna por causa da gangrena. Devido à grave queda sofrida pelo belga, a organização investiu, ao ano seguinte, a ordem primeiramente no trecho para evitar o desnível negativo com o objeto de reduzir a alta velocidade à que se acedia ao Bosque, ainda que sem sucesso e voltando a sua entrada clássica na edição do ano 2000, que foi vencida pelo próprio Johan Museeuw, quem dois anos mais tarde, em 2002, conseguiria a sua terça e última vitória na «clássica das clássicas». 

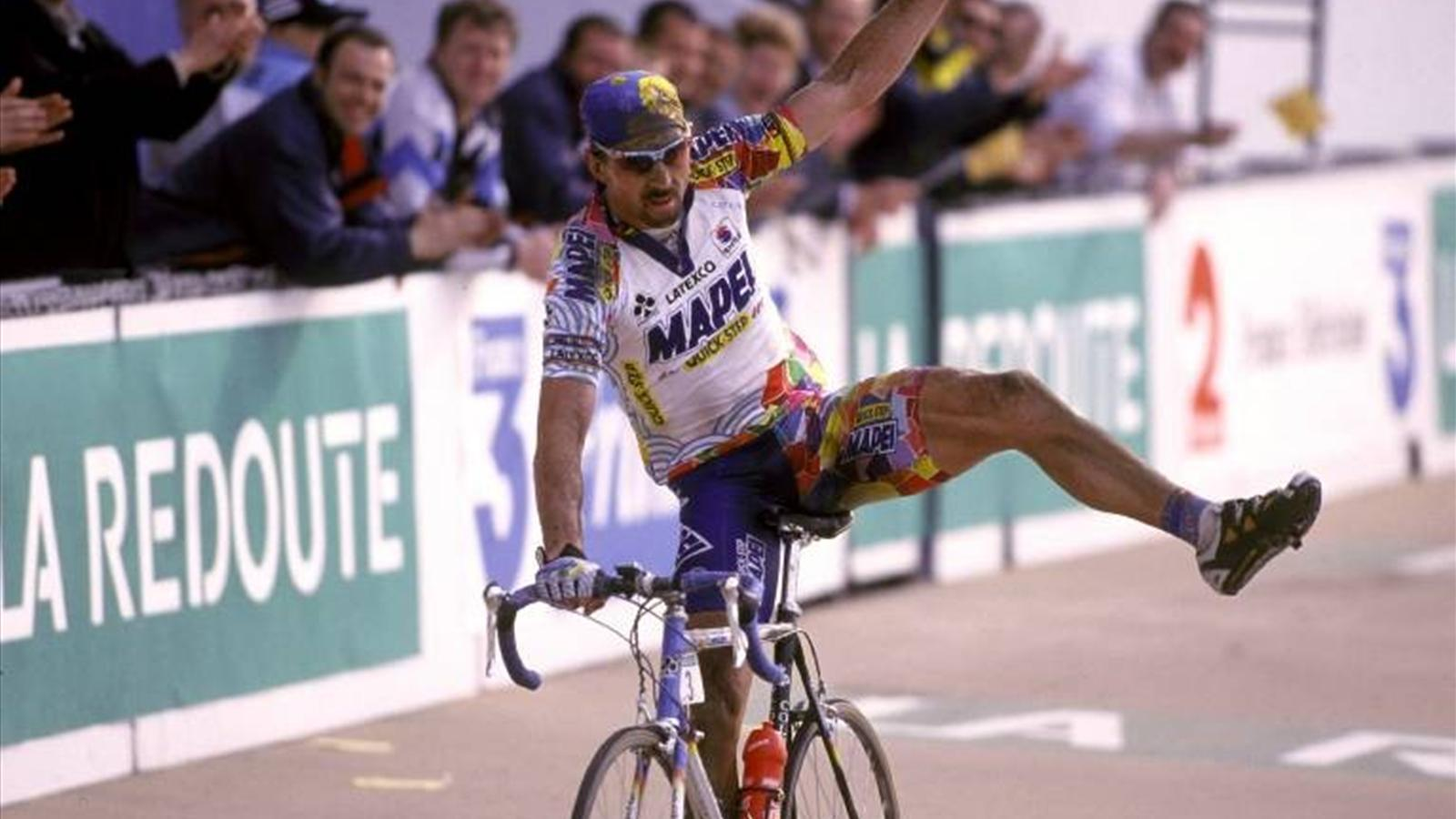
Johan Museeuw assinalando-se, na linha de meta da Paris-Roubaix do ano 2000, o joelho que se fracturou dois anos antes no Bosque de Arenberg.

No ano 2001, Gaumont se fissurou o fémur da perna direita após bater contra os calçada na parte inicial do trecho.
«Se tivesse tido um acidente em 1968 como o de Museeuw ou Gaumont, a Trouée teria desaparecido do percurso ao ano seguinte»— Pascal Sergent, historiador de ciclismo
 Mas recentemente, outro incidente a destacar é o do ciclista australiano Mitch Docker, em 2016, quando por culpa de um choque colectivo no trecho se caiu de bruces ao solo, perdendo vários dentes e precisando cirurgia para consertar as diversas fracturas sofridas na cara —nariz, testa— por causa da colisão.

## Videoteca
- «O Bosque de Arenberg»